# كلود سيمون

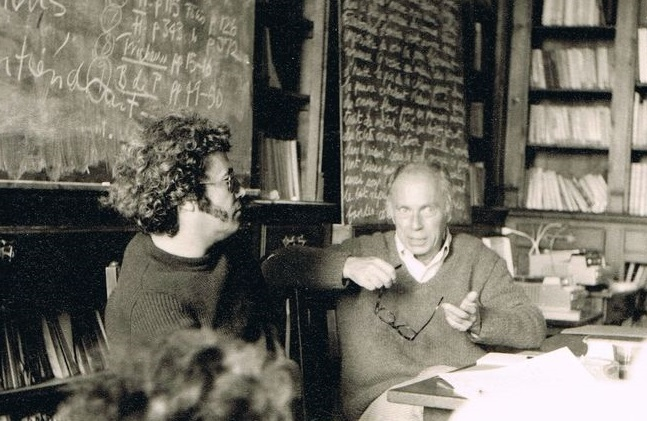
جان ريكاردو وكلود سيمون (سيريسي ، فرنسا).

كلود سيمون (بالفرنسية: Claude Simon)‏ (10 أكتوبر 1913 - 6 يوليو 2005)، هو كاتب فرنسي ولد عام 1913 في أنتاناناريفو لأب عسكري وتوفي في باريس عام2005. كان يهتم كذلك بالرسم والتصوير الفوتوغرافي. حصل على جائزة نوبل في الأدب لسنة 1985.

## من مؤلفاته المترجمة للعربية
- رواية: «الدعوة».[10]

## روابط خارجية
- كلود سيمون على موقع الموسوعة البريطانية (الإنجليزية)
- كلود سيمون على موقع مونزينجر (الألمانية)
- كلود سيمون على موقع إن إن دي بي (الإنجليزية)
- كلود سيمون على موقع ديسكوغز (الإنجليزية)